# Open Broadcaster Software
Open Broadcaster Software (también conocido por sus siglas OBS) es una aplicación libre y de código abierto para la grabación y transmisión de vídeo por internet (streaming), mantenida por OBS Project.

## Características
Open Broadcaster Software está escrito en C y C++, y permite captura de fuentes de video en tiempo real, composición de escena, codificación, grabación y retransmisión. La transmisión de datos puede realizarse a través del protocolo Real Time Messaging Protocol (RTMP), y puede ser enviado a cualquier destino que soporte RTMP (por ejemplo Youtube), incluyendo muchos presets para sitios de streaming como Twitch, Admefy y DailyMotion.
Para la codificación de video, OBS es capaz de utilizar el codec libre x264, y la aceleración por hardware de Intel (Quick Sync Video o QSV), AMD (Advanced Media Framework o AMF/VCE) y Nvidia (NVENC) para codificar transmisiones de video en el formato H.264/MPEG-4 AVC. Existe además una versión no oficial de OBS Classic que permite utilizar la aceleración por hardware de AMD (VCE), mientras que OBS Studio lo soporta en forma oficial. El audio puede ser codificado utilizando MP3 o AAC.
Recibe soporte a través de varias plataformas de streaming, entre las cuales podemos incluir Youtube Gaming, Admefy, Hitbox o Twitch, entre otras. Da posibilidad de configurar todo tipo de emisiones y grabaciones con paneles simplificados gracias a su sencilla interfaz, así como de realizar mezclas de grabación de vídeo y audio en tiempo real, pudiendo personalizar transiciones, contando asimismo con un amplio soporte de filtros para utilizar en la edición y montaje de vídeos.

## Historia
OBS comenzó como un pequeño proyecto creado por Hugh "Jim" Bailey, pero creció rápidamente con la ayuda de muchos colaboradores que trabajan para mejorar la aplicación y para difundir el conocimiento sobre la misma. En 2014, comenzó a desarrollarse una nueva versión conocida como OBS Multiplatform (más tarde renombrada OBS Studio) para soporte multiplataforma, siendo un programa más completo y con una API más potente. OBS Studio es un trabajo en progreso, ya que hasta febrero de 2016 no alcanzó la paridad de características con el OBS Classic (original). Aunque OBS Classic aun está disponible en el sitio, los desarrolladores recomiendan utilizar OBS Studio ya que OBS Classic está considerado como obsoleto. La última versión de OBS Classic es la 0.659b.

## Idiomas
A junio de 2016, Open Broadcaster Software está disponible en 59 idiomas.
Muchas personas han contribuido traducciones para OBS, e idiomas adicionales se añaden con frecuencia.

## Plug-ins
La funcionalidad puede ser extendida a través de plug-ins que se encuentran en los foros oficiales.
Hay varios tipos de complementos, tales como automatizadores de cambio de escena, acceso remoto, y nuevas fuentes y dispositivos. A continuación están algunos de los tipos populares de plugins, y los desarrolladores asociados a ellos:
- OBS Remote (Bill Hamilton[10]) - Permite el acceso remoto a OBS desde el navegador web de una computadora externa o a través de internet. Esto es útil en sistemas con un solo monitor y permite el control sobre la aplicación sin que aparezca en la fuente de vídeo. También es útil para las máquinas de producción a las que no se puede acceder fácilmente por medios convencionales.
- Simple Scene Switcher (chris84 & ThoNohT[11]) - Permite la automatización del cambio de escena, en función de la ventana que tiene el foco. También puede cambiar escenas cuando el título de la ventana se modifica.
- DirectShow Audio Source (paibox[12]) - Permite utilizar como fuente cualquier dispositivo de entrada de audio o de captura de vídeo (que tenga características de audio no soportadas por OBS), además de las entradas de micrófono y la auxiliar, y de dispositivos de reproducción en la configuración de OBS.
- CLR Browser Source (Faruton[13]) - Es un navegador que utiliza CLR a través del framework de Chromium, para mostrar sitios web con fuentes para el video. Soporta HTML5, JavaScript, y toda la tecnología que Chromium es capaz de utilizar.
- OBS-VirtualCam  - Permite que se le pueda agregar una cámara virtual como filtro.

## Control de revisiones
OBS Project utiliza el sistema Git de control de revisión, proporcionado por GitHub. Desde mayo de 2013, el GitHub de OBS ha recibido más de 1.000 contribuciones, por parte de varios desarrolladores, testers, y traductores de todo el mundo.